# Collegio di Islington South and Finsbury
Islington South and Finsbury è un collegio elettorale situato nella Grande Londra, e rappresentato alla Camera dei comuni del Parlamento del Regno Unito. Elegge un membro del parlamento con il sistema first-past-the-post, ossia maggioritario a turno unico; l'attuale parlamentare è Emily Thornberry del Partito Laburista, che rappresenta il collegio dal 2005.

## Estensione

Islington South and Finsbury dal 2010 al 2024

- 1974–1983: i ward del borgo londinese di Islington di Barnsbury, Bunhill, Clerkenwell, Pentonville, St Mary, St Peter e Thornhill.
- 1983–2010: come sopra, ad eccezione del fatto che Pentonville venne abolito e Canonbury East, Canonbury West, Hillmarton, Holloway furono creati e aggiunti al collegio.
- 2010–2024: come sopra, meno Hillmarton e Thornhill e con in più il ward di Caledonian; da notare che Canonbury East e West furono uniti in Canonbury.
- dal 2024: i ward del borgo londinese di Islington di Barnsbury; Bunhill; Caledonian; Canonbury; Clerkenwell; Holloway; Laycock; St. Mary’s and St. James’ e St. Peter’s and Canalside e il ward del borgo londinesedi Hackney di De Beauvoir.

Il collegio copre la parte meridionale del borgo londinese di Islington, inclusi Barnsbury, Canonbury, parti di Holloway, Kings Cross e l'ex area del Metropolitan Borough of Finsbury, che comprende Bunhill, Pentonville e Clerkenwell.

## Membri del parlamento
| Elezione | Elezione         | Deputato          | Partito            |
| -------- | ---------------- | ----------------- | ------------------ |
|          | Feb 1974         | George Cunningham | Laburista          |
|          | 1982             | George Cunningham | Social Democratico |
|          | 1983             | Chris Smith       | Laburista          |
| 2005     | Emily Thornberry |                   | Laburista          |

## Elezioni

### Elezioni negli anni 2020
| Partito                    | Partito                                | Candidato                  | Risultati 4 luglio 2024 | Risultati 4 luglio 2024 |
| Partito                    | Partito                                | Candidato                  | Voti                    | %                       |
| -------------------------- | -------------------------------------- | -------------------------- | ----------------------- | ----------------------- |
|                            | Laburista                              | Emily Thornberry           | 22 946                  | 53,67                   |
|                            | Verde                                  | Carne Ross                 | 7 491                   | 17,52                   |
|                            | Lib Dem                                | Terry Stacy                | 4 045                   | 9,46                    |
|                            | Conservatore                           | Imogen Sinclair            | 3 584                   | 8,38                    |
|                            | Reform UK                              | Max Nelson                 | 3 388                   | 7,92                    |
|                            | Indipendente                           | Andrew Parry               | 569                     | 1,33                    |
|                            | Party of Women                         | Lesley Woodburn            | 354                     | 0,83                    |
|                            | TUSC                                   | Ethan Saunders             | 215                     | 0,50                    |
|                            | Social Democratico                     | Jake Painter               | 162                     | 0,38                    |
|                            |                                        |                            |                         |                         |
| Iscritti                   | Iscritti                               | Iscritti                   | 74 122                  | 100,00                  |
| ↳ Votanti (% su iscritti)  | ↳ Votanti (% su iscritti)              | ↳ Votanti (% su iscritti)  | 42 754                  | 57,68                   |
| ↳ Astenuti (% su iscritti) | ↳ Astenuti (% su iscritti)             | ↳ Astenuti (% su iscritti) | 31 368                  | 42,32                   |
|                            |                                        |                            |                         |                         |
|                            | Esito: collegio confermato a Laburista |                            |                         |                         |

### Elezioni negli anni 2010
| Partito                    | Partito                                | Candidato                  | Risultati 12 dicembre 2019 | Risultati 12 dicembre 2019 |
| Partito                    | Partito                                | Candidato                  | Voti                       | %                          |
| -------------------------- | -------------------------------------- | -------------------------- | -------------------------- | -------------------------- |
|                            | Laburista                              | Emily Thornberry           | 26 897                     | 56,25                      |
|                            | Lib Dem                                | Kate Pothalingam           | 9 569                      | 20,01                      |
|                            | Conservatore                           | Jason Charalambous         | 8 045                      | 16,82                      |
|                            | Verdi                                  | Talia Hussain              | 1 987                      | 4,16                       |
|                            | Brexit                                 | Paddy Hannam               | 1 136                      | 2,38                       |
|                            | Monster Raving Loony                   | Sandys of Bunhill          | 182                        | 0,38                       |
|                            |                                        |                            |                            |                            |
| Iscritti                   | Iscritti                               | Iscritti                   | 70 489                     | 100,00                     |
| ↳ Votanti (% su iscritti)  | ↳ Votanti (% su iscritti)              | ↳ Votanti (% su iscritti)  | 47 816                     | 67,83                      |
| ↳ Astenuti (% su iscritti) | ↳ Astenuti (% su iscritti)             | ↳ Astenuti (% su iscritti) | 22 673                     | 32,17                      |
|                            |                                        |                            |                            |                            |
|                            | Esito: collegio confermato a Laburista |                            |                            |                            |

| Partito                    | Partito                                | Candidato                  | Risultati 8 giugno 2017 | Risultati 8 giugno 2017 |
| Partito                    | Partito                                | Candidato                  | Voti                    | %                       |
| -------------------------- | -------------------------------------- | -------------------------- | ----------------------- | ----------------------- |
|                            | Laburista                              | Emily Thornberry           | 30 188                  | 62,83                   |
|                            | Conservatore                           | Jason Charalambous         | 9 925                   | 20,66                   |
|                            | Lib Dem                                | Alain Desmier              | 5 809                   | 12,09                   |
|                            | Verdi                                  | Benali Hamdache            | 1 198                   | 2,49                    |
|                            | UKIP                                   | Pete Muswell               | 929                     | 1,93                    |
|                            |                                        |                            |                         |                         |
| Iscritti                   | Iscritti                               | Iscritti                   | 69 536                  | 100,00                  |
| ↳ Votanti (% su iscritti)  | ↳ Votanti (% su iscritti)              | ↳ Votanti (% su iscritti)  | 48 049                  | 69,10                   |
| ↳ Astenuti (% su iscritti) | ↳ Astenuti (% su iscritti)             | ↳ Astenuti (% su iscritti) | 21 487                  | 30,90                   |
|                            |                                        |                            |                         |                         |
|                            | Esito: collegio confermato a Laburista |                            |                         |                         |

| Partito                    | Partito                                | Candidato                  | Risultati 7 maggio 2015 | Risultati 7 maggio 2015 |
| Partito                    | Partito                                | Candidato                  | Voti                    | %                       |
| -------------------------- | -------------------------------------- | -------------------------- | ----------------------- | ----------------------- |
|                            | Laburista                              | Emily Thornberry           | 22 547                  | 50,93                   |
|                            | Conservatore                           | Mark Lim                   | 9 839                   | 22,22                   |
|                            | Lib Dem                                | Terry Stacy                | 4 829                   | 10,91                   |
|                            | UKIP                                   | Pete Muswell               | 3 375                   | 7,62                    |
|                            | Verdi                                  | Charlie Kiss               | 3 371                   | 7,61                    |
|                            | CISTA                                  | Jay Kirton                 | 309                     | 0,70                    |
|                            |                                        |                            |                         |                         |
| Iscritti                   | Iscritti                               | Iscritti                   | 68 127                  | 100,00                  |
| ↳ Votanti (% su iscritti)  | ↳ Votanti (% su iscritti)              | ↳ Votanti (% su iscritti)  | 44 270                  | 64,98                   |
| ↳ Astenuti (% su iscritti) | ↳ Astenuti (% su iscritti)             | ↳ Astenuti (% su iscritti) | 23 857                  | 35,02                   |
|                            |                                        |                            |                         |                         |
|                            | Esito: collegio confermato a Laburista |                            |                         |                         |

| Partito                    | Partito                                | Candidato                  | Risultati 6 maggio 2010 | Risultati 6 maggio 2010 |
| Partito                    | Partito                                | Candidato                  | Voti                    | %                       |
| -------------------------- | -------------------------------------- | -------------------------- | ----------------------- | ----------------------- |
|                            | Laburista                              | Emily Thornberry           | 18 407                  | 42,26                   |
|                            | Lib Dem                                | Bridget Fox                | 14 838                  | 34,07                   |
|                            | Conservatore                           | Antonia Cox                | 8 449                   | 19,40                   |
|                            | Verdi                                  | James Humphreys            | 710                     | 1,63                    |
|                            | UKIP                                   | Rose-Marie McDonald        | 701                     | 1,61                    |
|                            | Democratici                            | John Dodds                 | 301                     | 0,69                    |
|                            | Animals Count                          | Richard Deboo              | 149                     | 0,34                    |
|                            |                                        |                            |                         |                         |
| Iscritti                   | Iscritti                               | Iscritti                   | 67 650                  | 100,00                  |
| ↳ Votanti (% su iscritti)  | ↳ Votanti (% su iscritti)              | ↳ Votanti (% su iscritti)  | 43 555                  | 64,38                   |
| ↳ Astenuti (% su iscritti) | ↳ Astenuti (% su iscritti)             | ↳ Astenuti (% su iscritti) | 24 095                  | 35,62                   |
|                            |                                        |                            |                         |                         |
|                            | Esito: collegio confermato a Laburista |                            |                         |                         |

### Elezioni negli anni 2000
| Partito                    | Partito                                | Candidato                  | Risultati 5 maggio 2005 | Risultati 5 maggio 2005 |
| Partito                    | Partito                                | Candidato                  | Voti                    | %                       |
| -------------------------- | -------------------------------------- | -------------------------- | ----------------------- | ----------------------- |
|                            | Laburista                              | Emily Thornberry           | 12 345                  | 39,87                   |
|                            | Lib Dem                                | Bridget Fox                | 11 861                  | 38,31                   |
|                            | Conservatore                           | Melanie McLean             | 4 594                   | 14,84                   |
|                            | Verdi                                  | James Humphreys            | 1 471                   | 4,75                    |
|                            | UKIP                                   | Patricia Theophanides      | 470                     | 1,52                    |
|                            | Monster Raving Loony                   | Andy "the Hat" Gardner     | 189                     | 0,61                    |
|                            | Indipendente                           | Chris Gidden               | 31                      | 0,10                    |
|                            |                                        |                            |                         |                         |
| Iscritti                   | Iscritti                               | Iscritti                   | 57 748                  | 100,00                  |
| ↳ Votanti (% su iscritti)  | ↳ Votanti (% su iscritti)              | ↳ Votanti (% su iscritti)  | 30 961                  | 53,61                   |
| ↳ Astenuti (% su iscritti) | ↳ Astenuti (% su iscritti)             | ↳ Astenuti (% su iscritti) | 26 787                  | 46,39                   |
|                            |                                        |                            |                         |                         |
|                            | Esito: collegio confermato a Laburista |                            |                         |                         |

| Partito                    | Partito                                | Candidato                  | Risultati 7 giugno 2001 | Risultati 7 giugno 2001 |
| Partito                    | Partito                                | Candidato                  | Voti                    | %                       |
| -------------------------- | -------------------------------------- | -------------------------- | ----------------------- | ----------------------- |
|                            | Laburista                              | Chris Smith                | 15 217                  | 53,93                   |
|                            | Lib Dem                                | Keith Sharp                | 7 937                   | 28,13                   |
|                            | Conservatore                           | Nicky Morgan               | 3 860                   | 13,68                   |
|                            | Alleanza Socialista                    | Janine Booth               | 817                     | 2,90                    |
|                            | Indipendente                           | Thomas McCarthy            | 276                     | 0,98                    |
|                            | Indipendente                           | Charles Thomson            | 108                     | 0,38                    |
|                            |                                        |                            |                         |                         |
| Iscritti                   | Iscritti                               | Iscritti                   | 59 516                  | 100,00                  |
| ↳ Votanti (% su iscritti)  | ↳ Votanti (% su iscritti)              | ↳ Votanti (% su iscritti)  | 28 215                  | 47,41                   |
| ↳ Astenuti (% su iscritti) | ↳ Astenuti (% su iscritti)             | ↳ Astenuti (% su iscritti) | 31 301                  | 52,59                   |
|                            |                                        |                            |                         |                         |
|                            | Esito: collegio confermato a Laburista |                            |                         |                         |

## Risultati dei referendum

### Referendum sulla permanenza del Regno Unito nell'Unione europea del 2016
|             | Collegio                     | Lasciare UE % | Rimanere in UE % |
| ----------- | ---------------------------- | ------------- | ---------------- |
|             | Islington South and Finsbury | 28,3%         | 71,7%            |
|             | Inghilterra                  | 53,3%         | 46,7%            |
| Regno Unito | 51,9%                        | 48,1%         |                  |